# Zamīn Lashgarī
Zamīn Lashgarī (persiska: زَمين لَشكَری, زمین لشگری, Zamīn Lashkarī) är en ort i Iran.   Den ligger i provinsen Hormozgan, i den sydöstra delen av landet, 1 300 km sydost om huvudstaden Teheran. Zamīn Lashgarī ligger 9 meter över havet och antalet invånare är 321.
Terrängen runt Zamīn Lashgarī är platt. Havet är nära Zamīn Lashgarī åt sydväst. Runt Zamīn Lashgarī är det mycket glesbefolkat, med 7 invånare per kvadratkilometer. Närmaste större samhälle är Jāsk, 11,9 km söder om Zamīn Lashgarī. Trakten runt Zamīn Lashgarī är ofruktbar med lite eller ingen växtlighet.